# Restauratie (Engeland)
Met de restauratie (Engels: Restoration) wordt, meer dan de toenmalige politieke herstelperiode, veelal een stijlperiode aangeduid in de kunstgeschiedenis van Engeland, die liep vanaf 1660 tot ongeveer 1700 en later. De periode ressorteert in brede zin onder de barok.

## Politieke achtergrond

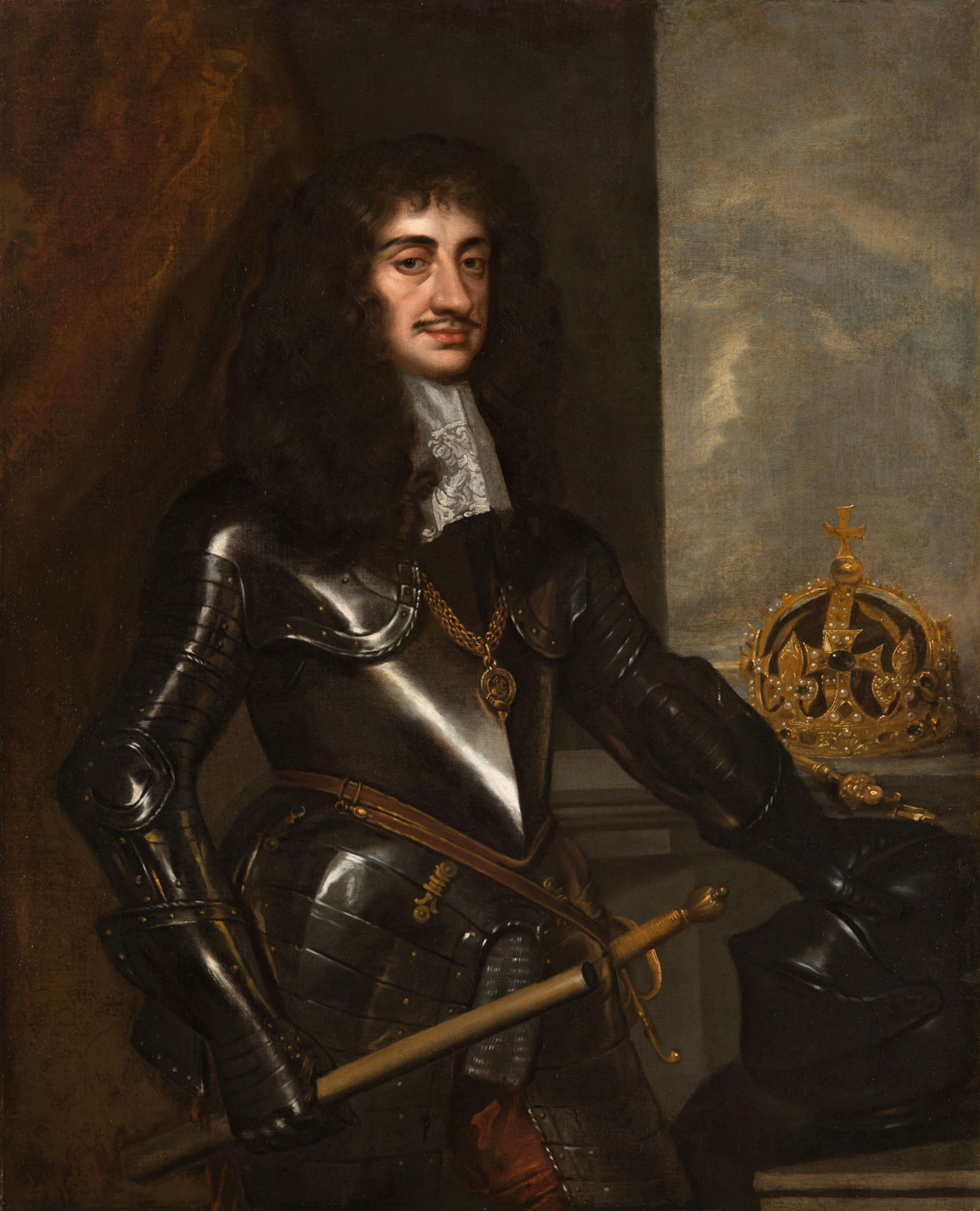
Karel II

De naam restauratie doelt op het feit dat de stijlperiode ongeveer gelijktijdig tot ontwikkeling kwam met de politieke restauratie die in Engeland plaatsvond nadat het republikeinse regime van lord protector Oliver Cromwell kort na diens dood ten val was gekomen. De Cromwell-periode was gekenmerkt door een streng puriteins, militaristisch bewind: tijdens het Protectoraat waren de theaters gesloten, heerste er censuur en was het muziekleven beperkt tot kerkelijke hymnen. Profane kunstvormen werden niet gedoogd. Koning Karel II werd in 1660 op de troon geplaatst, hetgeen een terugkeer naar de monarchie inluidde. Dit feit ging gepaard met een radicale ommezwaai in het Engelse culturele leven: de koning, die een fervent francofiel was en jarenlang in het buitenland in ballingschap had geleefd, installeerde een aantal kunstenaars aan zijn hof die hij van het Continent had meegenomen. De kruisbestuiving die hieraan ontsproot, zorgde ervoor dat een Engelse versie van de barok ontstond, die zich zowel in de literatuur als in de muziek, schilderkunst en architectuur manifesteerde.
Samuel Pepys' dagboek begint wellicht niet geheel toevallig op zondag 1 januari 1660. Hij schrijft dat het Rompparlement net in ere was hersteld, en dat al de legerofficieren hadden moeten capituleren. Men wachtte op de komst van het hoofd van het leger, generaal George Monck, die vastzat in Schotland. Op 9 januari arriveerde hij in Londen en op zaterdag 11 januari was er in samenspraak met de burgemeester van Londen een nieuw, niet-republikeins parlement geïnstalleerd: dit leidde tot grote vreugde-uitbarstingen in de stad.
In Cheapside there was a great many bonfires, and Bow bells and all the bells in all the churches as we went home were a-ringing. [...] But the common joy that was everywhere to be seen![...] Indeed it was past imagination, both the greatness and the suddenness of it.
Deze opgewektheid zou een der voornaamste karakteristieken van de Restoration blijven, ook wanneer het Engeland politiek gezien minder voor de wind ging. Opgemerkt dient te worden, dat de koning gedurende zijn hele regeerperiode sterk gebonden was aan het Parlement, dit in tegenstelling tot zijn voorganger Karel I, die vrijwel een absoluut monarch was geweest. De restauratie was in die zin dus veeleer een nieuwe politieke situatie dan een herstel van de oude; de koning had, zeker in vergelijking met zijn Franse pendant de Zonnekoning, bijzonder weinig macht, wat vrijwel automatisch tot een plotselinge, enorme vrijheid voor de kunsten leidde.

## Kenmerken
De Restoration was vanuit maatschappelijk oogpunt in eerste instantie een zaak van het intellect. In 1662 werd de Royal Society opgericht, met als doel de wetenschap verder te ontwikkelen voor het heil van de samenleving. De algemene mentaliteit werd er een van de middenklasse: de vrije burger had zijn verantwoordelijkheid te dragen, kritisch na te denken en wel te varen, maar ook godsvruchtig te zijn. De geldeconomie kwam centraal te staan, en het individu diende een actieve rol te vervullen, nu de almacht van de koning was weggevallen (het Gemenebest onder Cromwell kan men ook met zo'n almacht identificeren). De Restoration-samenleving was protestants: in 1667 verscheen het toonaangevendste religieuze werk uit die tijd, Paradise Lost van John Milton. Niettegenstaande Karels katholieke sympathieën en het korte bewind van de katholieke Jacobus II, hadden de overwegend anglicaanse machten de overhand. Opvallend is hierbij dat de wisselwerking met continentale, en dus grotendeels katholieke, invloeden hierdoor niet gehinderd werd.
Algemeen kan men stellen dat de kunst van de restauratie 'behaaglijk' is: het accent lag op harmonie en vrolijkheid. Merry old England komt het best tot uiting in het veelvuldige, typisch barokke gebruik van engelen, nimfen en feeën, alsook in de verheerlijking van heldenfiguren. Het geheel ademde iets onbekommerds en luchtigs, en frivoliteit werd niet als negatief beschouwd. Restoration-literatuur wordt ook hoofdzakelijk met komedie geassocieerd. De oude regel dat vrouwen geen toneel mochten spelen, werd losgelaten: een aantal actrices werd bijzonder populair, zoals Nell Gwyn (op wie de koning zijn oog liet vallen, zodat zij het tot diens maîtresse kon schoppen), Margaret Hughes, Anne Bracegirdle, Moll Davis, Elizabeth Barry, Susannah Mountford, Rebecca Marshall en Elizabeth Boutall.

### Muziek

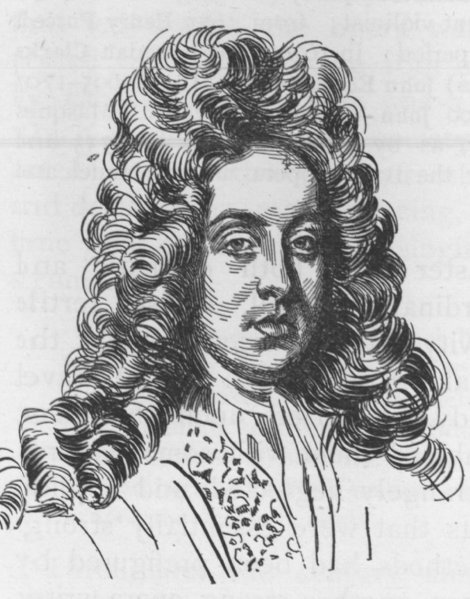
Henry Purcell

De eerste clandestiene opera's waren onder het Protectoraat ontstaan: deze kunstvorm werd door Karel sterk aangemoedigd. De restauratie-muziek valt onder de barokmuziek te classificeren; in eerste instantie vertoonde het muziektheater nog veel invloed van de masque, een kunstvorm waar de koning persoonlijk niet van hield. Hij reageerde door zijn eigen vierentwintigkoppige strijkerskapel op te richten, de zogenaamde 'four and twenty fiddlers', bemand door grotendeels buitenlanders, waardoor veel Engelse musici zich geschoffeerd voelden. Matthew Lockes Musick ffor His Majesty's Sackbutts and Cornetts vormde de kroningsmuziek voor de troonsbestijging in 1660; Locke componeerde evenwel in een iets te zware stijl naar de smaak van de koning, die het vooral voor dansmuziek had. De belangrijkste componist uit de periode is Henry Purcell: aan de hand van zijn œuvre ziet men ook de langzame accumulatie van continentale invloeden. John Blow zat nog iets meer in de Engelse traditie geworteld, de jong gestorven Pelham Humfrey, die in Frankrijk gestudeerd had, ontwikkelde een hoogst persoonlijke stijl. Christopher Gibbons was van belang voor de ontwikkeling van de Engelse opera. Men kan stellen dat de muziek uit de Restoration in een overgangsfase zat.

### Architectuur en schilderkunst

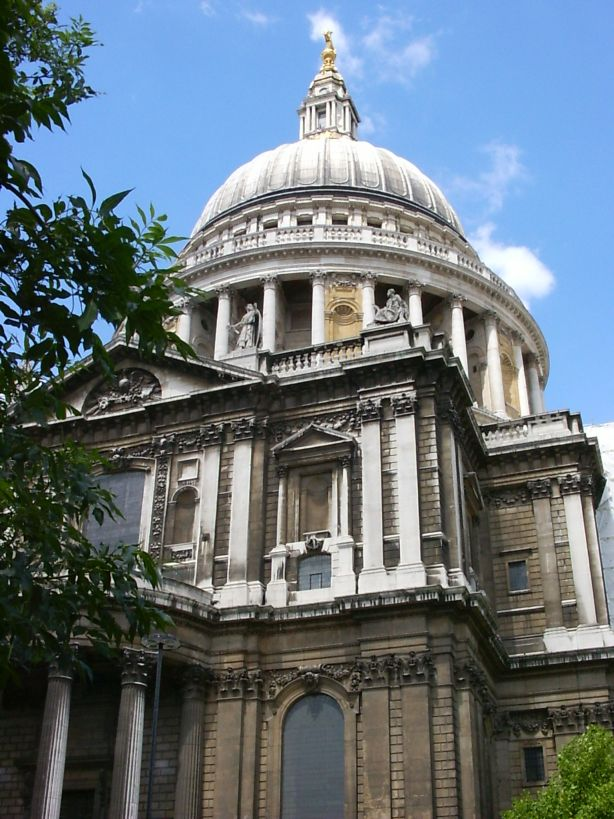
St Paul's Cathedral

Na de Grote Brand van Londen in 1666 diende de stad heropgebouwd te worden. Christopher Wren schiep zijn beroemdste bouwwerk, St Paul's Cathedral. De Engelse architectuur was wel wat soberder dan de continentale barok, maar toch namen decorativiteit en elegantie een belangrijke plaats in. Wat de schilderkunst betreft, had men steeds de gewoonte gehad kunstenaars van het Continent aan te trekken, en dit hoofdzakelijk om hen portretten van de hogere kringen te laten schilderen (men denke aan Antoon van Dyck). Deze traditie zette zich tijdens de Restauratie voort: de populairste portrettist van de tijd rond 1660 was Peter Lely, die oorspronkelijk uit Nederland afkomstig was. Portretten en landschappen bleven lange tijd de hoofdmoot van de schilderkunst uitmaken; aanvankelijk dienden ze realistisch en ietwat flatterend te zijn. Omstreeks de Glorieuze Overtocht werd James Thornhill de populairste schilder: hij schilderde grootse, ophemelende taferelen over het nieuwe vorstenhuis. De schilderkunst heeft tot de romantiek echter steeds een zekere evenwichtige koelheid bewaard: ook bij Thomas Gainsborough ziet men nog deze aardse, nuchtere ondertoon die de Engelse stijl kenmerkt.

## Samenvatting
De restauratie op kunstzinnig gebied was grotendeels een literair fenomeen: de nieuwe maatschappelijke ordening die het aan banden leggen van de koninklijke macht teweegbracht, resulteerde in een grote bloeiperiode voor de Engelse letteren. Bovenal lijkt de periode voor de komedie, en dan hoofdzakelijk op het toneel, zeer vruchtbaar te zijn geweest; in de Restoration bereikte de vrijheid van meningsuiting tot dan toe ongekende hoogten in allerlei satire. In deze periode ontwikkelde zich tevens de tegenstelling tussen Tory en Whig Party: enerzijds is dit een teken dat de politieke constellatie zich in de richting van particratie begon te bewegen, en anderzijds bood dit feit op zich dankbare stof aan kritische publicisten en schrijvers. Grof genomen kan men het eind van de Restoration rond de dood van koningin Anne in 1714 situeren: de troonsbestijging van het huis van Hannover bracht een zekere mentaliteitswijziging met zich mee. De moraal werd weer strenger en Groot-Brittannië concentreerde zich, na de Act of Union in 1707, in hoofdzaak op politieke expansie. Zeker is dat de Industriële revolutie aan de Restoration-tijdgeest een eind maakte.
Het begrip Restoration reikt zodoende in culturele zin verder dan de louter politieke restauratie van de monarchie: de parlementaire monarchie, nagenoeg een nieuwe uitvinding, heeft belangrijke repercussies op het wereldbeeld van althans de geletterde lagen van de toenmalige Engelse bevolking gehad.